# Битва при Кашині (Мікеланджело)
«Битва при Кашині» (італ. Battaglia di Cascina) — втрачений картон італійського скульптора і художника Мікеланджело Буонарроті для фрески у Палаццо Веккйо, виконаний з 1504 по 1506 роки.

## Історія
У період другої Флорентійської республіки, можливо за участю Нікколо Макіавеллі, було задумано ще один великий державний проєкт: Леонардо да Вінчі та Мікеланджело отримали замовлення створити дві величезні фрески для залу Великої Ради (Сеньйорії) у Палаццо Веккйо на тему історичних перемог флорентійців при Анг'ярі та при Кашині. Замовлення зробив П'єро Содеріні, гонфалоньєр Флоренції, у серпні 1504 року. Відомо, що Мікеланджело працював над картоном до листопада 1506 року. Ймовірно, картон пропав біля 1516 року. Вазарі згадує, що картон використовувався для змальовування багатьма художниками роками, тому його перенесли із папської зали до горішньої зали будинку Медічі, «необачно, таким чином, передавши його в руки живописців. Під час хвороби герцога Джуліано, коли ніхто не дбав за цю справу, картон розірвали і поділили його на багато шматків, (…) так що частини його опинилися в різних місцях». Вазарі також стверджував, що частина шматків була «в Мантуї, у домі месера Уберто Строцці». 

## Сюжет

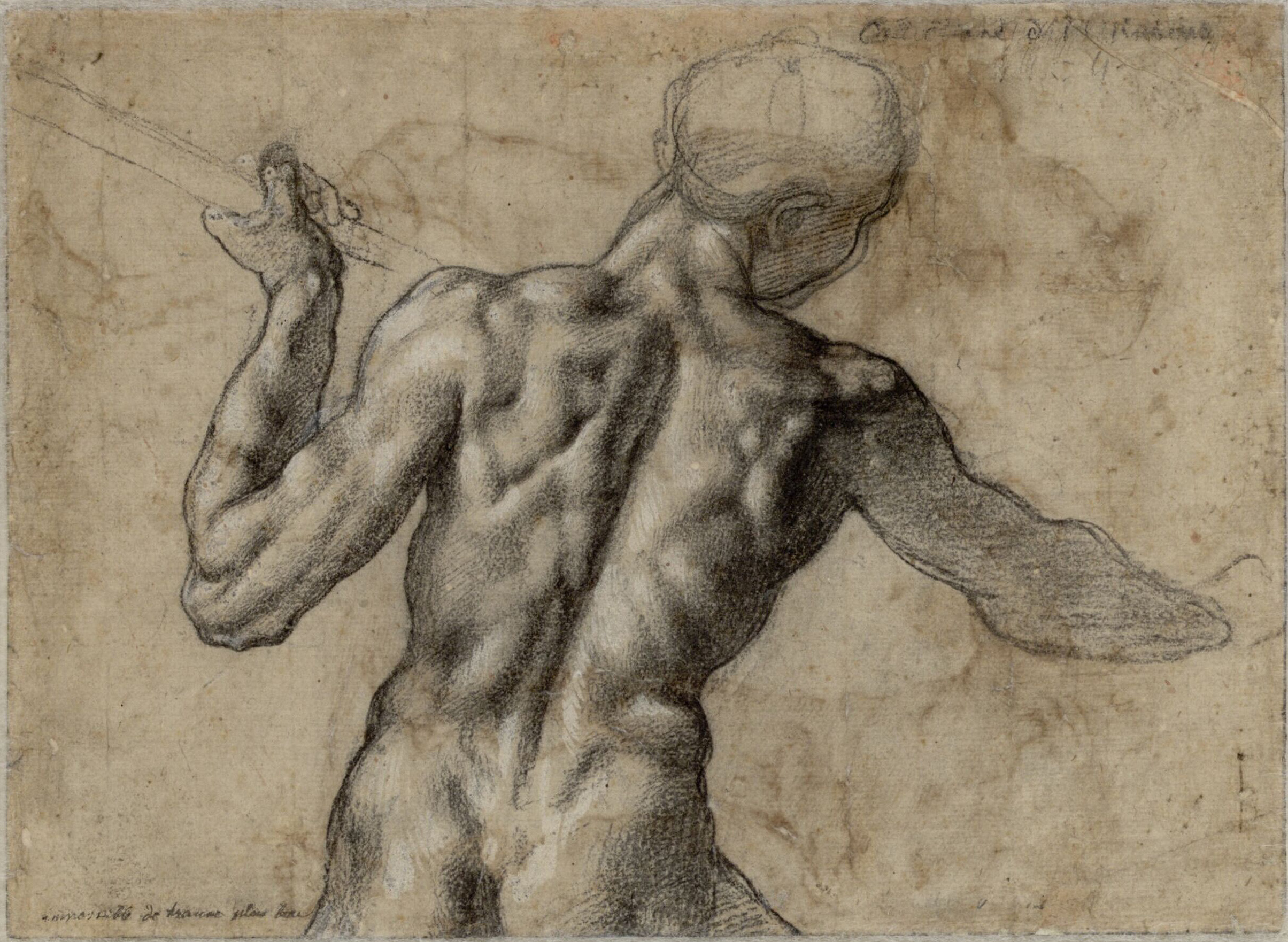
«Спина чоловіка з прапором». Ескіз Мікеланджело

Збереглися тільки копії картону Мікеланджело, зокрема зроблені його другом і колишнім помічником Арістотелем да Санґалло. На картоні було зображено групу солдатів, що кидаються до зброї у той час, коли на них зненацька напали вороги під час купання в річці. Сцена нагадує «Битву кентаврів» — на ній зображені голі фігури у різноманітних позах, які цікавили майстра більше, аніж сам сюжет.
Існують підготовчі рисунки Мікеланджело окремих фігур та композиції. Також є копії різних авторів, з яких найбільш відомою і точною є робота Арістотеля (Бастіано) да Санґалло, яка зберігається у колекції лорда Лейчестерського у Холкхем-Холі, Англія.

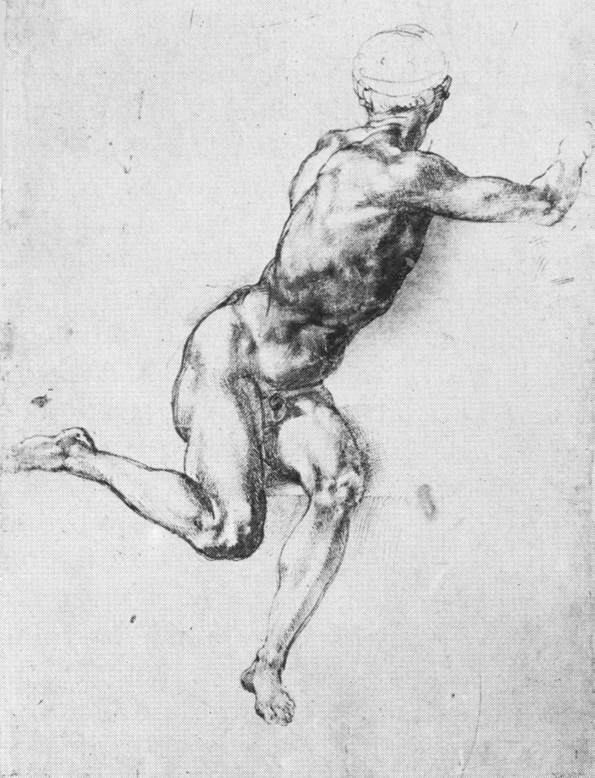
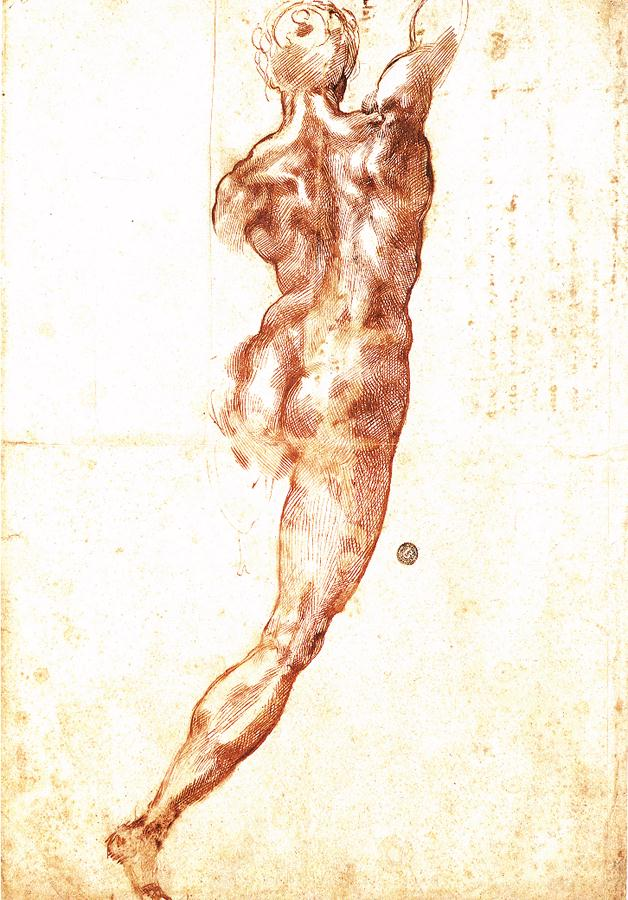
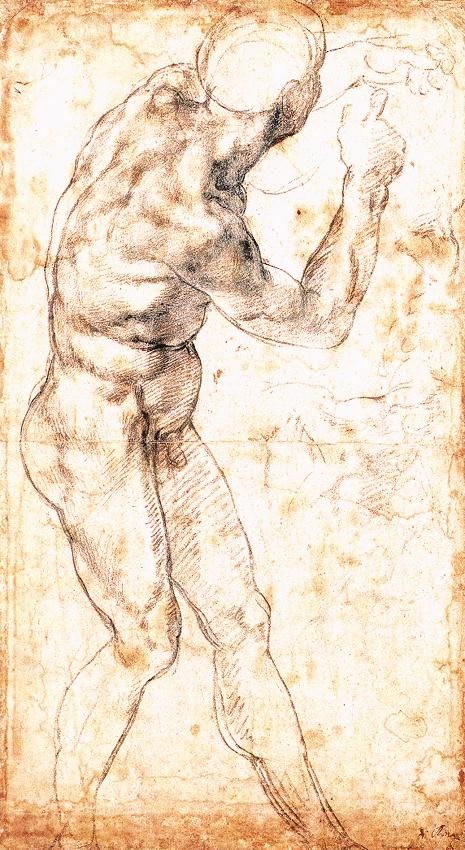
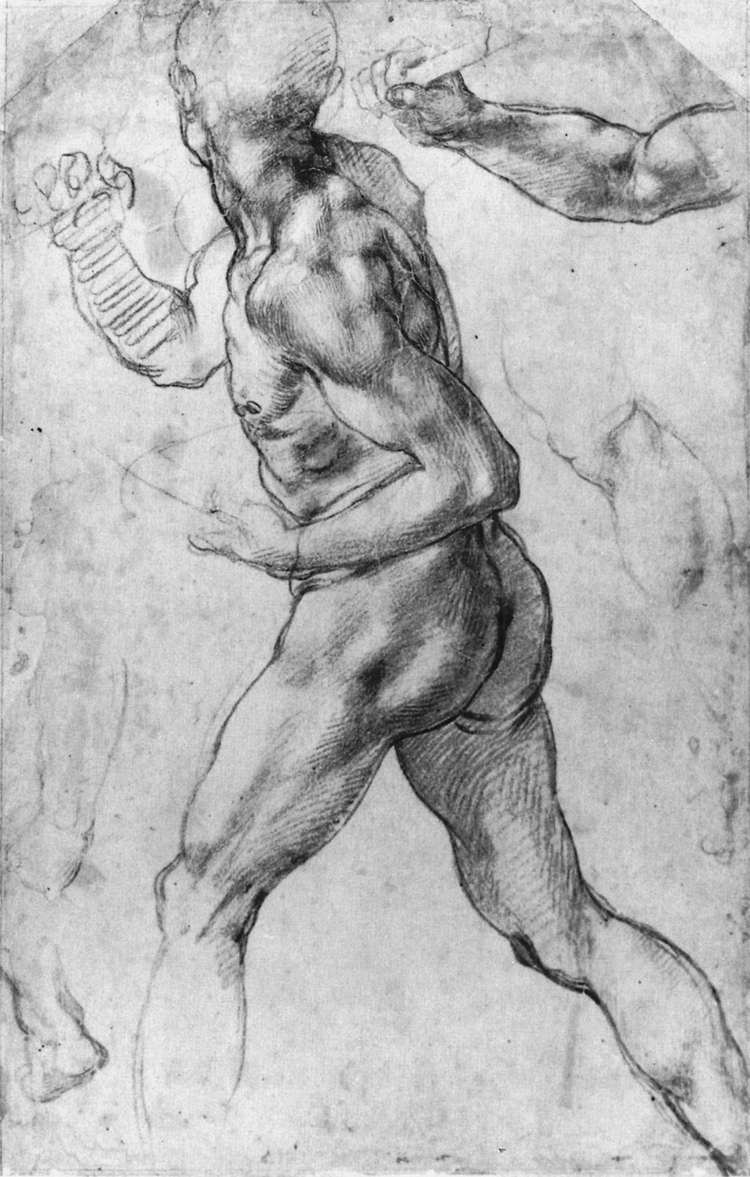

Вазарі писав про картон так:
|  | (…)художники були здивовані й зачаровані, побачивши, яку довершеність мистецтва виявив він[Мікеланджело] на цьому картоні. Хто бачив ці дивні постаті, каже, що нічого подібного ще ніхто не зробив і ніякий геній ніколи не зможе досягти такої божественної майстерності. (…) коли картон був закінчений і його перенесли в папський зал з великим тріумфом для мистецтва й на велику славу для Мікеланджело, то всі, хто студіював цей картон і перемальовував з нього, як це потім робили протягом багатьох років у Флоренції чужі й тутешні майстри, удосконалилися надзвичайно в цьому мистецтві |

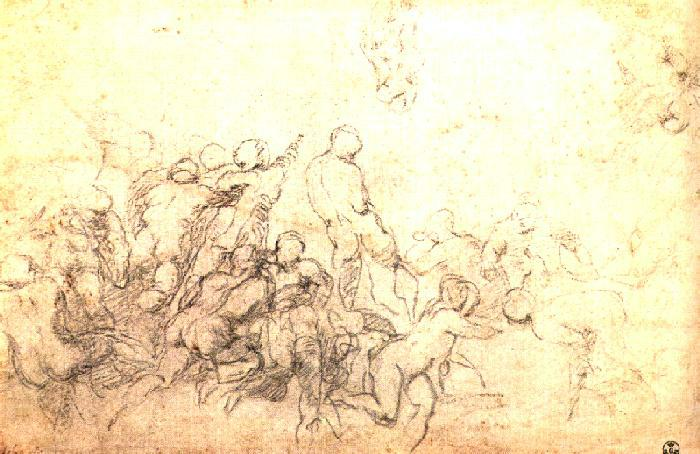
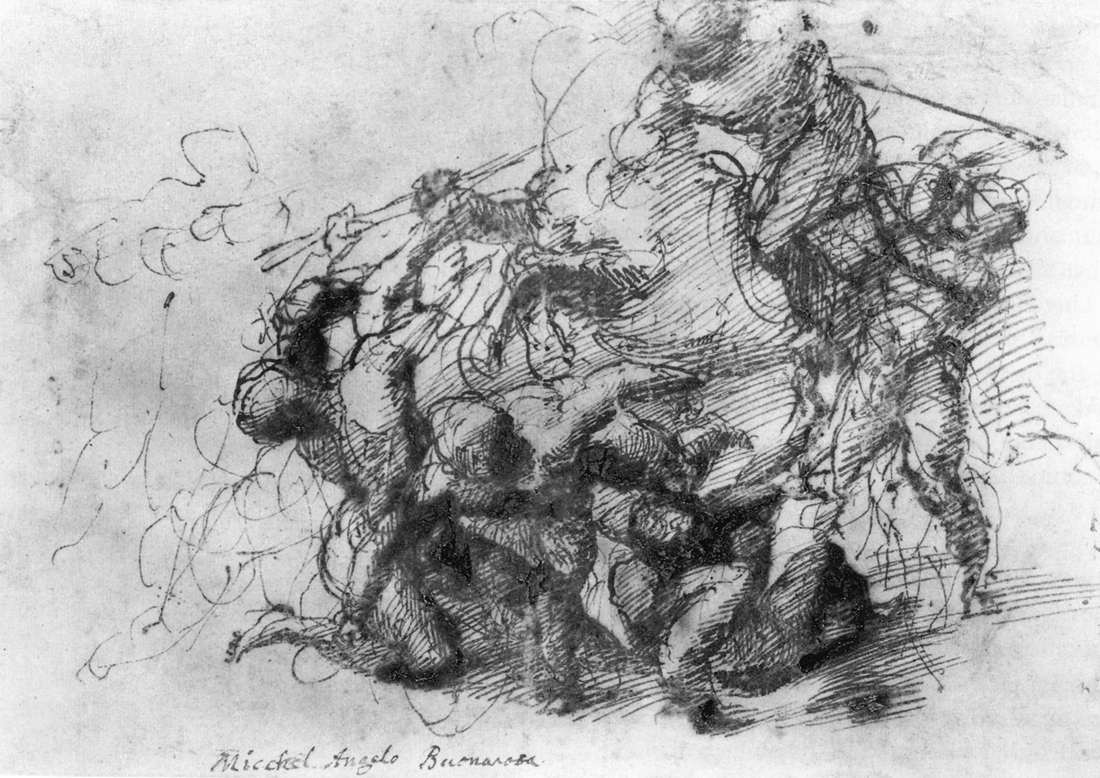
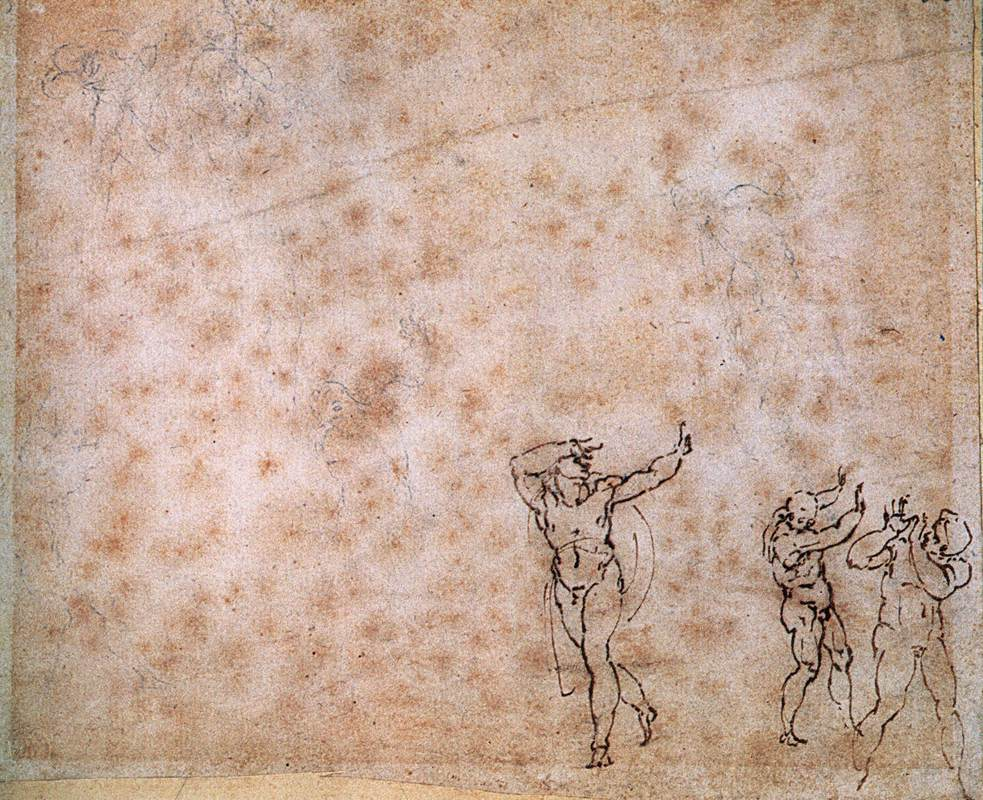

Згідно зі словами скульптора Бенвенуто Челліні, картон був «джерелом натхнення для багатьох художників». Вазарі перелічив таких художників, які вивчали картон: Арістотіле де Сангалло, Рідольфо Гірландайо, Рафаель Санціо, Франческо Граначчі, Баччо Бандінеллі, Алонзо Берругетте, Андреа десь Сарто, Франчабіджо, Якопо Сансовіно, Россо, Матуріно, Лоренцетто і Тріболо, Якопо да Понтормо, Періно дель Вага.

## Виноски
1. ↑  Мікеланджело Буонарроті (рос.) . Архів оригіналу за 20 червня 2013. Процитовано 21 січня 2012.
2. ↑  Вазарі, 1970, с. 314—315.
3. ↑  Эрпель, 1990, с. 13.
4. 1 2 3  Вазарі, 1970, с. 316.
5. ↑  Вазарі, 1970, с. 501.
6. ↑  Вазарі, 1970, с. 315—316.
7. ↑  Wallace, 2010, с. 20.